# La Losilla
La Losilla è un comune spagnolo di 12 abitanti situato nella comunità autonoma di Castiglia e León.